# Tục đoạn
Dipsacus japonicus là một loài thực vật có hoa trong họ Kim ngân. Loài này được Miq. mô tả khoa học đầu tiên năm 1868.